# Michael Svendsen
Michael Svendsen (født 31. maj 1967), er en tidligere dansk fodbolddommer, der dømte 200 kampe i den danske Superliga i perioden 2000 til 2013. Han tog sit dommerkort i 1988, og debuterede i Superligaen i 2000 med kampen mellem Viborg FF og Haderslev FK.
Internationalt fungerede Michael Svendsen som FIFA-dommer i perioden 2004 til 2011, hvor hans højeste indrangering var som kategori 3-dommer.. Han stoppede som FIFA dommer, da han faldt for aldersgrænsen på 45 år i 2012.
Ved Dansk Fodbold Award 2009 var Michael Svendsen nomineret til Årets Dommer. Han var nomineret på baggrund af hans præstationer i den hjemlige række såvel som internationalt, hvor han blandt andet har været en del af UEFA's 6-dommer-system. Samlet set har han dømt 182 kampe i Superligaen (opdateret 5. april 2012).
Michael Svendsen er bosiddende i Skive og medlem af Midtjysk Fodbolddommerklub. Uden for fodboldverdenen ejer han sin egen optikerbutik.

## Statistik
| Sæson   | Antal kampe | Total advarsler | Advarsler pr. kamp | Total udvisninger | Udvisninger pr. kamp |
| ------- | ----------- | --------------- | ------------------ | ----------------- | -------------------- |
| 2000/01 | 11          | 24              | 2,18               | 4                 | 0,36                 |
| 2001/02 | 14          | 33              | 2,36               | 3                 | 0,21                 |
| 2002/03 | 13          | 44              | 3,38               | 4                 | 0,09                 |
| 2003/04 | 13          | 32              | 2,46               | 2                 | 0,15                 |
| 2004/05 | 17          | 43              | 2,53               | 1                 | 0,06                 |
| 2005/06 | 16          | 49              | 3,06               | 2                 | 0,13                 |
| 2006/07 | 17          | 66              | 3,88               | 1                 | 0,06                 |
| 2007/08 | 18          | 61              | 3,39               | 1                 | 0,06                 |
| 2008/09 | 16          | 40              | 2,50               | 1                 | 0,06                 |
| 2009/10 | 17          | 43              | 2,53               | 0                 | 0,00                 |
| 2010/11 | 19          | 56              | 2,95               | 3                 | 0,16                 |
| 2011/12 | 15          | 50              | 3,33               | 4                 | 0,27                 |
| 2012/13 | 14          | 47              | 3,36               | 1                 | 0,07                 |
| Total   | 200         | 588             | 2,94               | 27                | 0,14                 |